# Oklahoma!
Oklahoma! és el primer musical escrit pel duo de Richard Rodgers i Oscar Hammerstein II. El musical es basa en l'obra teatral de Lynn Riggs de 1931, Green Grow the Lilacs. Situat al camp de la granja fora de la ciutat de Claremore, al territori de indi, el 1906, explica la història de la grangera Laurey Williams i el seu festeig per part de dos pretendents rivals, el vaquer Curly McLain i el sinistre i aterridor pagès Jud Fry. Un romanç secundari es refereix al vaquer Will Parker i la seva coqueta promesa, Ado Annie.
La producció original de Broadway es va estrenar el 31 de març de 1943. Va ser un èxit de taquilla i va tenir 2.212 representacions sense precedents, gaudint posteriorment de revivals premiats, gires nacionals, produccions estrangeres i una adaptació cinematogràfica guanyadora de l'Oscar del 1955 . Ha estat durant molt de temps una opció popular per a produccions escolars i comunitàries. Rodgers i Hammerstein van guanyar un premi Pulitzer especial per Oklahoma! el 1944.
Aquest musical, basat en les innovacions de l'anterior Show Boat, va representar el desenvolupament del "llibre musical", una obra musical on les cançons i les danses s'integren plenament en una història ben feta amb objectius dramàtics seriosos que són capaços d'evocar autèntics emocions diferents del riure. A més, Oklahoma! inclou temes musicals o motius que es repeteixen al llarg del treball per connectar la música i la història. Un " ballet de somnis " de quinze minuts reflecteix la lluita de Laurey amb els seus sentiments sobre dos homes, Curly i Jud.

## Rerefons
A principis dels anys quaranta, Rodgers i Hammerstein eren ben coneguts per haver creat èxits de Broadway amb altres col·laboradors. Rodgers, amb Lorenz Hart, havia produït més de dues dotzenes de musicals des dels anys vint, incloent èxits tan populars com as Babes in Arms (1937), The Boys from Syracusee (1938) i Pal Joey (1940). Entre altres èxits, Hammerstein havia escrit les lletres de Rose-Marie (1924), The Desert Song (1926), The New Moon (1927) i Show Boat (1927). Tot i que menys productiu a la dècada de 1930, va escriure musicals, cançons i pel·lícules, compartint un Oscar per la seva cançó amb Jerome Kern, "The Last Time I Saw Paris", que va ser inclosa a la pel·lícula de 1941 Lady Be Good. A principis de la dècada de 1940, Hart havia caigut en l'alcoholisme i les turbulències emocionals, i es va tornar poc fiable, cosa que va provocar que Rodgers s'apropés a Hammerstein per preguntar-li si pensaria treballar amb ell.

## Concepció
El 1931, el Theatre Guild produí Green Grow the Lilacs, de Lynn Riggs, una obra sobre els colons a Oklahoma]. Tot i que l'obra no va tenir èxit, deu anys més tard, el 1941, Theresa Helburn, una de les productores del Guild, va veure una producció d'estiu complementada amb cançons populars tradicionals i square dances i va decidir que l'obra podria ser la base d'un musical que podria revifar el Guild. Es va posar en contacte amb Richard Rodgers i Lorenz Hart, el primer èxit conjunt, The Garrick Gaieties, havia estat produït pel Theatre Guild el 1925. Rodgers volia treballar en el projecte i va obtenir els drets per a ell i Hart. Rodgers havia demanat a Oscar Hammerstein II que col·laborés amb ell i Hart. Durant les proves de By Jupiter de Rodgers i Hart el 1941, Hammerstein havia assegurat a Rodgers que si Hart no podia treballar, estaria disposat a prendre el seu lloc. Casualment el 1942, Hammerstein havia pensat a musicalitzar Green Grow the Lilacs , però quan es va apropar a Jerome Kern al respecte, aquest últim va declinar. Hammerstein es va assabentar que Rodgers buscava algú per escriure el llibret, i va aprofitar amb ganes l'oportunitat. Hart va perdre l'interès pel musical; va preferir els espectacles contemporanis i urbans que exhibissin la seva enginyosa escriptura lírica, i va trobar que els grangers i els vaquers de Green Grow the Lilacs eren curts i poc inspiradors. A més, en espiral descendent, consumit pel seu antic alcoholisme, Hart ja no tenia ganes d'escriure. Va emprendre unes vacances a Mèxic, aconsellant a Rodgers que Hammerstein seria una bona opció per a un nou col·laborador.
Aquesta associació va permetre a Rodgers i Hammerstein seguir els seus mètodes d'escriptura preferits: Hammerstein va preferir escriure una lletra completa abans que es musiqués, i Rodgers va preferir posar lletres completes a la música. En les anteriors col·laboracions de Rodgers amb Hart, Rodgers sempre havia escrit la música primer, ja que Hart sense enfocament necessitava alguna cosa sobre la qual fonamentar les seves lletres. Entre els col·laboradors anteriors de Hammerstein hi havia els compositors Rudolf Friml, Herbert Stothart i Vincent Youmans, i Kern, que tots escrivien la música primer, per a la qual cosa Hammerstein va escriure leslletres. La inversió del paper en l'associació Rodgers i Hammerstein va permetre a Hammerstein elaborar les lletres en una part fonamental de la història perquè les cançons poguessin amplificar i intensificar la història en lloc de desviar-la. Mentre Rodgers i Hammerstein van començar a desenvolupar el nou musical, van acordar que les seves decisions musicals i dramàtiques serien dictades pel material d'origen, Green Grow the Lilacs, no per les convencions de comèdia musical. Els musicals d'aquella època presentaven grans produccions, actuacions novedoses i danses especials que paraven d'espectacle; els llibrets se centraven normalment en l'humor, amb poc desenvolupament dramàtic, puntuat amb cançons que efectivament aturaven la història durant la seva durada.

### Repartiment i desenvolupament
Entre les guerres mundials, els papers dels musicals solien ser ocupats per actors que podien cantar, però Rodgers i Hammerstein van optar, per contra, per cantants que poguessin actuar. Tot i que Theresa Helburn, codirectora del Theatre Guild, va suggerir a Shirley Temple com a Laurey i a Groucho Marx com a Ali Hakim, Rodgers i Hammerstein, amb el suport del director Rouben Mamoulian, va insistir que els intèrprets fossin més adequats per als papers. Com a resultat, no hi va haver estrelles a la producció, un altre pas inusual. La producció va ser coreografiada per Agnes de Mille (la primera vegada que va coreografiar un musical a Broadway), que va proporcionar una de les funcions més notables i duradores de l'espectacle: un final de ballet de primer minut de 15 minuts (sovint conegut com el ballet dels somnis) que representa la lluita de Laurey per avaluar els seus pretendents, Jud i Curly.
El primer títol que es va donar a l'obra va ser Away We Go! que va obrir les portes per la gira de proves al Shubert Theatre de en New Haven l'11 de març de 1943. Les expectatives per al xou van ser baixos; Hammerstein havia escrit sis fracassos seguits i el programa no tenia el poder de cap estrella. El productor Mike Todd va sortir després del primer acte durant la prova i va dir: "Sense cames, sense bromes, sense possibilitat". Però Rodgers i Hammerstein confiaven. El públic de New Haven i Boston es va mostrar entusiasta, tot i que les crítiques només van ser justes. Dels canvis fets abans que l'espectacle anés a Broadway, dos resultarien significatius: l'addició del número musical  show-stopping, "Oklahoma" i la decisió de tornar a titular el musical a partir d'aquest número.
Todd s'havia equivocat; l'espectacle va obrir-se a Broadway per evitar la crítica, les entrades es van esgotar i va guanyar un premi Pulitzer especial. Brooks Atkinson escriure al The New York Times que el número inicial de l'espectacle, "Oh, What a Beautiful Mornin'", va canviar la història del teatre musical: "Després d'un vers com aquest, cantat a una melodia potent, les banalitats del l'antiga etapa musical es va fer intolerable ". El New York Post va ser l'únic diari important que va donar a Oklahoma! una revisió mixta. El seu crític va considerar que, tot i que les cançons eren prou agradables, sonaven molt semblants. La creativitat de l'espectacle va estimular els contemporanis de Rodgers i Hammerstein i va iniciar l'"Edat d'Or" del teatre musical americà.

## Argument

### Acte I
Al territori d'Oklahoma, el 1906, el vaquer Curly McLain espera un bon dia mentre visita la grangera Laurey Williams ("Oh, What a Beautiful Mornin'"). Ell i Laurey es burlen mútuament, mentre la seva tia Eller mira. Aquella nit hi haurà un ball, que inclou una subhasta de cistelles per dinar preparades per les dones locals per recaptar fons per a una escola. Cada home que guanyi una cistella dinarà amb la dama que la va preparar. Curly demana a Laurey que vagi amb ell, però ella s'hi nega, sentint que ha esperat massa temps. Per persuadir-la, diu que la portarà amb el millor carro que pugui comprar ("The Surrey with the Fringe on Top"), però ella es burla d'això fins que ell diu que s'ho ha inventat per tornar a ella. Ella s'enlaira, sense adonar-se que realment ha llogat un surrey així .
El solitari i pertorbat pagès Jud Fry s'ha obsessionat amb Laurey i li demana que balli. Ella accepta Curly molesta, tot i que té por de Jud. Mentrestant, el vaquer Will Parker torna d'un viatge a la moderna Kansas City i mostra els seus records ("Kansas City"). Va guanyar 50 dòlars a la fira, que, segons el pare de la seva nòvia Ado Annie, Andrew Carnes, és la quantitat que necessita per casar-se amb Ado Annie. Malauradament, va gastar tots els diners en regals per a ella i un per al seu pare: una petita meravella (un tub metàl·lic que s'utilitza per mirar imatges, però amb una fulla oculta a l'interior). Ell desconeix el seu secret mortal. Més tard, Ado Annie confessa a Laurey que, mentre Will estava fora, ha passat una molt de temps amb Ali Hakim, un venedor persa. Laurey diu que haurà de triar entre ells, però Ado Annie insisteix que els estima a tots dos ("I Cain't Say No").. Laurey i els seus amics es preparen, mentre que Gertie Cummings coqueteja amb Curly. Laurey nota i diu als seus amics que realment no li importa Curly ("Many a New Day").
Andrew Carnes veu Annie amb Ali Hakim; obliga Hakim a punta de pistola a acceptar casar-se amb ella. Hakim i els altres homes lamenten la injustícia de la situació ("It's a Scandal! It's a Outrage!"). Curly descobreix que Laurey va a la festa amb Jud i intenta convèncer-la perquè vagi amb ell. Laurey, amb por de dir-li a Jud que no hi anirà, protesta que no estima Curly ("People Will Say We're in Love"). Dolguda per la seva negativa, Curly va al fumador on viu Jud per parlar amb ell. Curly suggereix en broma que, ja que Jud no se sent apreciat, es podria penjar i tothom s'adonaria de quant li importa ("Pore Jud Is Daid"). La seva conversa es converteix en un enfrontament nefast sobre Laurey. Després de marxar de Curly, la decisió de Jud de guanyar Laurey es fa encara més forta i promet fer-la la seva núvia (" Lonely Room ").
Confosa pels seus sentiments per Curly i la por que té Jud, Laurey compra una "poció màgica" (laudanum) a Ali Hakim, que el venedor sense escrúpols garanteix que revelarà el seu veritable amor. Pensa en deixar enrere els seus somnis d'amor i unir-se a l'home que estima ("Out of My Dreams"). Ben aviat dormida sota la influència dels opiacis, en una extensa seqüència de ballet, Laurey somia primer amb casar-se amb Curly. El seu somni pren un gir de malson quan apareix Jud i mata Curly; no se li pot escapar, confosa pels seus desitjos. Despertant, s'adona que Curly és l'home adequat per a ella, però és massa tard per canviar d'opinió sobre anar al ball amb Jud, que arriba, i marxen a la festa (" Dream Ballet ").

### Acte II

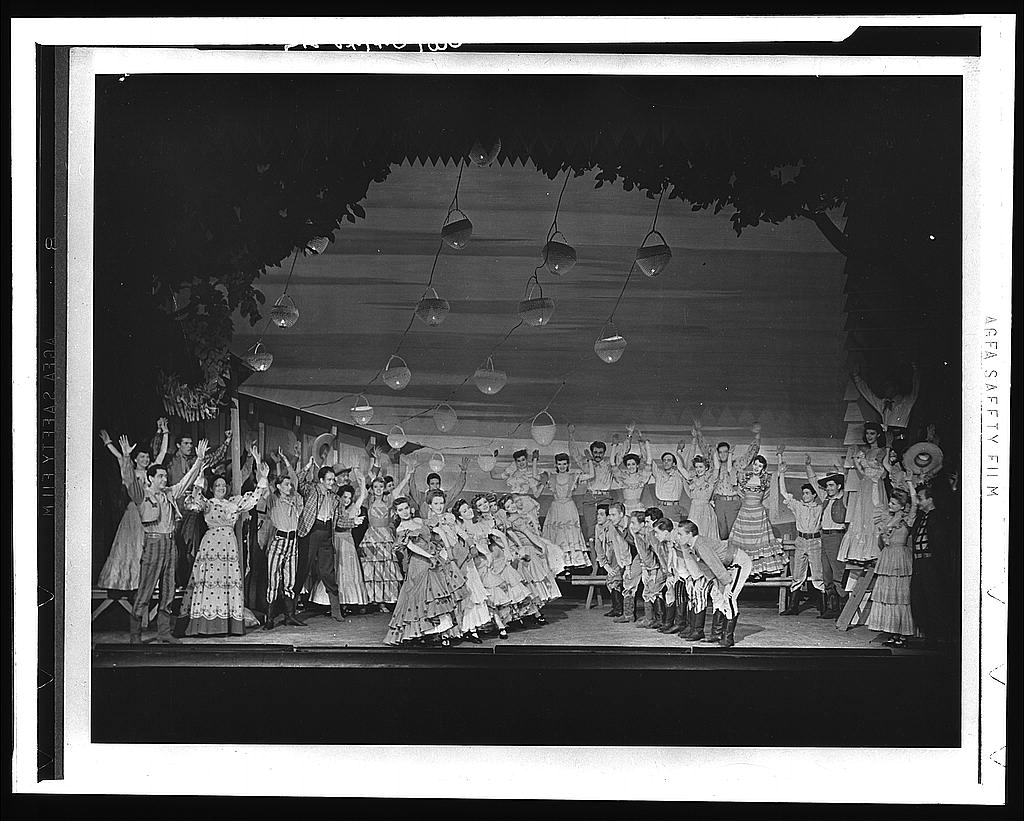
Escena del muntatge original

Al local social, durant un ball de plaça ("The Farmer and the Cowman"), la rivalitat entre els pagesos locals i els vaquers per les tanques i els drets de l'aigua condueix a la lluita, que la tieta Eller acaba disparant una pistola per fer callar tothom. Laurey es molesta quan veu Curly al ball amb Gertie. Per lliurar-se d'Ado Annie, Ali Hakim compra els records de Will a Kansas City per 50 dòlars. Jud també hi contribueix comprant la Petita Meravella de Will, sabent de la fulla oculta al seu interior. La subhasta comença i Will ofereix 50 dòlars per la cistella d'Ado Annie, sense adonar-se que sense els 50 dòlars no tindria els diners per pagar al seu pare. Desesperat per desfer-se d'Ado Annie, el venedor ambulant ofereix 51 dòlars per aconseguir la cistella de manera que Will pugui acostar-se a Andrew Carnes amb els 50 dòlars i reclamar a Ado Annie com la seva núvia. La subhasta es fa molt més greu quan la cistella de Laurey surt a la subhasta. Jud ha estalviat tots els seus diners perquè pugui guanyar la cistella de Laurey. Diversos homes liciten intentant protegir Laurey, però Jud els supera a tots. Curly i Jud participen en una ferotge guerra de licitacions, i Curly ven la seva sella, el seu cavall i fins i tot la seva arma per recaptar diners. Curly supera a Jud i guanya la cistella. Jud intenta discretament matar Curly amb la Petita Meravella, però el seu pla queda frustrat quan la tieta Eller (sabent què passa) demana en veu alta a Curly que balli. Més tard, aquella nit, Will i Annie resolen les seves diferències, ja que a contracor accepta no coquetejar amb altres homes ("All Er Nuthin'").
Jud s'enfronta a Laurey pels seus sentiments vers ella. Quan admet que no els correspon, ell l'amenaça. Llavors el despatxa com el seu masover, exigint-li que marxci de la seva propietat. Jud amenaça furiós Laurey abans de marxar; esclata a plorar i crida a Curly. Ella li diu que ha acomiadat Jud i té por del que podria fer Jud ara. Curly la tranquil·litza i li proposa casar-se, i ella accepta ("People Will Say We're In Love" (reprise)). S'adona que ara s'ha de convertir en pagès. Ali Hakim decideix abandonar el territori i s'acomiada d'Ado Annie, dient-li que Will és l'home amb qui s'hauria de casar.
Tres setmanes després, Laurey i Curly es casen mentre tothom celebra la imminent condició d'estat del territori statehood ("Oklahoma").Ali Hakim torna amb Gertie, amb qui s'ha casat recentment després de ser amenaçat pel seu pare amb una escopeta. Un Jud borratxo reapareix, besa Laurey i dona un cop de puny a Curly, i comencen una baralla de punys. Jud ataca Curly amb un ganivet i Curly esquiva, fent que Jud caigui sobre el seu propi ganivet. Jud aviat mor. Els convidats del casament fan un judici improvisat per Curly, a instàncies de la tieta Eller. El jutge, Andrew Carnes, declara el veredicte: "no culpable!" Curly i Laurey marxen de lluna de mel ("Finale Ultimo").

## Papers principals i actors notables
|                  | Descripció                                                                    | Actors notables |
| ---------------- | ----------------------------------------------------------------------------- | --- |
| Curly McLain     | Un cowboy enamorat de Laurey                                                  | Alfred Drake°, Harry Stockwell°, John Raitt, Howard Keel, Ridge Bond, Hugh Jackman, Patrick Wilson, Laurence Guittard, Damon Daunno              |
| Laurey Williams  | La neboda de la tieta Eller, una jove independent                             | Joan Roberts°, Betty Jane Watson, Christine Andreas, Leila Benn Harris, Josefina Gabrielle, Florence Henderson, Lucy Durack, Rebecca Naomi Jones |
| Jud Fry          | Una mà contractada al ranxo de la tia Eller, un misteriós i perillós solitari | Howard Da Silva°, Shuler Hensley, Alfred Molina                                                                                                  |
| Aunt Eller       | La tia de Laurey, una respectada líder de la comunitat                        | Betty Garde°, Mary Wickes, Andrea Martin, Patty Duke, Margaret Hamilton, Maureen Lipman, Louise Plowright, Mary Testa                            |
| Ado Annie Carnes | Una jove coqueta i crèdula                                                    | Celeste Holm°, Shelley Winters, Barbara Cook, Christine Ebersole, Jessica Boevers, Amanda Harrison, Ali Stroker                                  |
| Will Parker      | Un jove senzill enamorat d'Ado Annie                                          | Lee Dixon°, Harry Groener |
| Andrew Carnes    | El pare d'Ado Annie, amb moltes ganes de casar-la                             | Ralph Riggs° |
| Ali Hakim        | Un venedor ambulant persa, enamorat d'Ado Annie                               | Joseph Buloff°, Eddie Albert, Peter Polycarpou, Bruce Adler, Jamie Farr, Aasif Mandvi, Will Brill                                                |
| Gertie Cummings  | Una noia de la granja local, aficionada a Curly, es casa amb Ali Hakim        | Jane Lawrence°, Pamela Britton |
| Dream Curly      | Curly a la seqüència del somni                                                | Marc Platt° |
| Dream Laurey     | Laurey a la seqüència del somni                                               | Katharine Sergava° |

° indica el repartiment original de Broadway

## Números musicals
| Acte I - Overture – Orquestra - "Oh, What a Beautiful Mornin'" – Curly - Laurey's Entrance – Laurey & Curly - "The Surrey with the Fringe on Top" – Curly, Laurey, & Aunt Eller - "Kansas City" – Will Parker, Aunt Eller, Cor masculí - "I Cain't Say No" – Ado Annie - Entrance of Ensemble ("I Cain't Say No" and "Oh What a Beautiful Mornin'") – Will, Ado Annie, Curly, Aunt Eller & Conjunt - "Many a New Day" – Laurey and Cor femení - "It's a Scandal! It's a Outrage!" – Ali Hakim & Conjunt - "People Will Say We're in Love" – Curly & Laurey - "Pore Jud Is Daid" – Curly & Jud - "Lonely Room" – Jud - "Out of My Dreams"/"Dream Ballet" – Laurey & Dream Figures | Acte II - Entr'acte – Orquestra - "The Farmer and the Cowman" – Andrew Carnes, Aunt Eller, Curly, Gertie Cummings, Will, Ado Annie, Laurey, Ike Skidmore, Cord Elam & Conjunt - "All Er Nuthin'" – Will & Ado Annie - "People Will Say We're in Love" (Reprise) – Curly & Laurey - "Oklahoma" – Curly, Laurey, Aunt Eller, Ike Skidmore, Cord Elam, Fred, Andrew Carnes & Conjunt - Finale Ultimo ("Oh What a Beautiful Mornin'" and "People Will Say We're in Love") – Companyia |

## Historial de les produccions

### Producció original de Broadway
La producció original de Broadway es va obrir el 31 de març de 1943 al St. James Theatre de Nova York. Va ser dirigit per Rouben Mamoulian, coreografiat per Agnes de Mille i protagonitzat per Alfred Drake (Curly), Joan Roberts (Laurey), Celeste Holm (Ado Annie), Howard Da Silva (Jud Fry), Betty Garde (Aunt Eller), Lee Dixon (Will Parker), Joseph Buloff (Ali Hakim), Jane Lawrence (Gertie), Barry Kelley (Ike) i George S. Irving (Joe). Marc Platt va ballar la part de "Dream Laurey" i la petita dansa d'Aggie va ser interpretada per Bambi Linn . George Church va ballar la part de "Dream Jud".Church va ser substituïda per Vladimir Kostenko dos mesos després de l'estrena.
La producció va realitzar 2.212 representacions, finalitzant finalment el 29 de maig de 1948. "La demanda d'entrades no va tenir precedents a mesura que l'espectacle es va fer més popular en els mesos posteriors a l'obertura". Oklahoma! va durar més de cinc anys, un rècord de Broadway que "no seria millorat fins a My Fair Lady (1956)". Els Premis Tony i altres guardons atorgats ara per assolir el teatre musical no existien el 1943 i, per tant, la producció original d' Oklahoma! no va rebre cap premi teatral.

### Primeres gires als Estats Units
La primera de diverses gires nacionals va començar a New Haven, Connecticut, el 1944. Un article publicat el 1953 al The New York Times informava que "es creia que l'espectacle era l'únic musical que va gaudir d'una durada consecutiva de deu anys. Va estar-se a Broadway durant cinc anys i dos mesos, amb una recaptació de 7.000.000 de dòlars. La gira de la companyia nacional, que va començar a finals de 1943, ha recaptat 15.000.000 de dòlars John Raitt va interpretar Curly a la producció original de Chicago. Les United Service Organizations van patrocinar una gira a les bases militars nord-americanes el 1945 que va durar diversos anys. El New York Times va informar el 1953:
"El desè aniversari de l'obertura de Broadway a Oklahoma! se celebrarà a Washington, on la companyia de gires del fenomenal musical del Theatre Guild actuarà en aquell moment. ... Segons una estimació del Gremi, "fins a 20.000.000 de persones fins ara han vist l'espectacle als Estats Units, Anglaterra, Suècia, Dinamarca, Sud-àfrica, Austràlia i a través de [els salons de la USO] durant la guerra".

### Producció original del West End
Oklahoma! va ser el primer d'una onada de musicals de Broadway de la postguerra a arribar al West End de Londres. Va ser protagonitzada per Howard Keel (llavors conegut com a Harold Keel) i Betty Jane Watson, estrenant al Theatre Royal, Drury Lane el 30 d'abril de 1947 per assolir bones crítiques a la premsa i exhaurir entrades, amb 1.543 representacions. Una cursa prèvia a Londres es va estrenar uns dies abans a l'Opera de Manchester el 18 d'abril de 1947, després que el vaixell que portava el repartiment, els paisatges i els vestits encallés en un banc de sorra de Southampton.

### Producció original australiana
Una producció australiana es va obrir al His Majesty's Theatre, a Melbourne, el 19 de febrer de 1949. Gemze de Lappe la va coreografiar i interpretava Dream Laurey. Es va transferir al Theatre Royal, Adelaida, el 17 de setembre de 1949, al Theatre Royal, Sydney, el 29 de novembre de 1949, i al His Majesty's Theatre, Brisbane, el 29 de novembre de 1950.

### Revivals de Broadway de 1951 i 1979
El 9 de maig de 1951 es va obrir al The Broadway Theatre un revival produït pel Theatre Guild i va tenir 100 representacions. Ridge Bond va fer de Curly, Patricia Northrop va fer de Laurey, Henry Clarke era Jud i Jacqueline Sundt va interpretar Ado Annie, Mamoulian i de Mille van tornar a la direcció i a la coreografia, i la producció va ser recuperada per Jerome Whyte. El 1953, es va obrir un nou revival del 10è aniversari el 31 d'agost al New York City Center Theatre. Va tenir un compromís limitat de 40 representacions abans de sortir de gira. El repartiment incloïa Florence Henderson com Laurey, Ridge Bond com Curly i Barbara Cook com Annie. Mamoulian i De Mille van dirigir-lo i coreografiar-lo
El 13 de desembre de 1979 es va estrenar un nou revival al Palace Theatre de Broadway i es va tancar el 24 d'agost de 1980, amb 293 representacions i nou estrenes. William Hammerstein (fill de l'Oscar) va dirigir-lo i Gemze de Lappe va recrear la coreografia d'Agnes De Mille. L'espectacle va ser protagonitzat per Christine Andreas com Laurey, Laurence Guittard com Curly, Mary Wickes com a tia Eller, Christine Ebersole com Ado Annie, Martin Vidnovic com Jud Fry, Harry Groener com Will Parker i Bruce Adler com Ali Hakim. [34] Andreas i Groener van rebre nominacions al premi Tony per les seves actuacions, i Vidnovic va guanyar un Premi Drama Desk. Aquesta producció va començar com una gira nacional a través del país, començant al Pantages Theatre de Los Angeles l'1 de maig de 1979.

### Revival del West End de 1980
L'any següent, James Hammerstein va dirigir una producció al Haymarket Theatre, Leicester, el gener de 1980, produïda per Cameron Mackintosh i Emile Litler. La coreografia de De Mille va ser novament adaptada per de Lappe. Seguí una gira pel Regne Unit, i finalment es va establir al West End, estrenant-se al Palace Theatre el 17 de setembre de 1980, i en funcionament fins al 19 de setembre de 1981. Aquesta producció protagonitzada per John Diedrich com Curly i Alfred Molina com Jud Fry, ambdós nominats als premis Olivier. Rosamund Shelley va interpretar a Laurey, Madge Ryan era la tieta Eller i Linal Haft era Ali Hakim. La producció va ser el debut de Maria Friedman al West End, inicialment en el paper de cor de Doris, però finalment va ser ascendida al paper principal. El conjunts i els vestits van ser dissenyats per Tim Goodchild. Ray Cook va ser director musical i director de John Owen Edwards (Owen Edwards es va convertir en director musical per al revival de Mackintosh a Londres el 1998). JAY Records va emetre un enregistrament de repartiment d'aquesta producció per al segell Showtime!.

### Revival australià de 1982
John Diedrich va repetir el seu paper de Curly per a la gira nacional 1982–1983 per la seva Austràlia natal. Presentada novament per Cameron Mackintosh, la gira va ser produïda per l'Adelaide Festival Center Trust, Edgley International i The MLC Theatre Royal Company. Es va estrenar al Adelaide Festival Theatre el 30 d'abril de 1982,, es va traslladar al Theatre Royal de Sydney el 5 de juny de 1982, després a Her Majesty's Theatre de Melbourne el 8 de novembre de 1982, i va concloure al Her Majesty's Theatre de Brisbane, l'abril de 1983. El repartiment incloïa a Henri Szeps com a Ali Hakin i Neil Melville com Cord Elan. La direcció va anar de nou per William Hammerstein, la coreografia de De Mille va tornar a ser adaptada per de Lappe, amb escenografies i vestits de nou per Tim Goodchild. Aquest va ser el debut teatral musical de Caroline O'Connor com a intèrpret i swing / understudy.

### Revival del West End de 1998
Un nou revival del musical va ser presentada pel National Theatre de Londres a l'Olivier Theatre, obrint-se el 15 de juliol de 1998. L'equip de producció incloïa a Trevor Nunn (director), Susan Stroman (coreògrafa) i William David Brohn (orquestrador). El repartiment internacional incloïa a Hugh Jackman com a Curly, Maureen Lipman com a tia Eller, Josefina Gabrielle com a Laurey, Shuler Hensley com a Jud Fry, Vicki Simon com a Ado Annie, Peter Polycarpou com a Ali Hakim i Jimmy Johnston com a Will Parker. El director musical John Owen Edwards, Brohn i l'arranjador de dansa David Krane van adaptar les orquestracions originals de Robert Russell Bennett i van ampliar algunes de les seqüències de ball. Es va compondre un nou Ballet dels Somnis per a la nova coreografia de Susan Stroman, i es van redissenyar els balls de "Kansas City", "Many a New Day" i "The Farmer i the Cowman". L'obertura també es va modificar, a petició de Nunn. Jackman i Gabrielle van interpretar el ballet ells mateixos.
La producció va rebre nombroses nominacions als premis Olivier, guanyant per la producció musical destacada, actor secundari (Hensley), escenografia (Anthony Ward) i coreografia (Stroman). Segons l'Organització Rodgers & Hammerstein, el compromís limitat fer que s'esgotessin les entrades i va batre tots els rècords de taquilla anteriors,, i per això l'espectacle va ser transferit al Lyceum Theatre del West End per sis mesos. Els plans per transferir-se a Broadway amb el repartiment londinenc van ser frustrats per Actors' Equity, que insistia que havien de contractar-se actors nord-americans havien de ser repartits. Finalment, es va seleccionar un repartiment nord-americà. La producció es va filmar en directe i es va emetre en DVD, a més de ser emesa a la televisió pública dels Estats Units el novembre de 2003.

### Revival de Broadway del 2002
La producció londinenca es va repetir a Broadway al George Gershwin Theatre el 21 de març de 2002, amb direcció de Nunn. La producció es va tancar el 23 de febrer de 2003 després de 388 representacions. Només dos dels elencs londinencs, Josefina Gabrielle com Laurey i Shuler Hensley com Jud, eren a la producció, que també comptava amb Patrick Wilson com a Curly i Andrea Martin com a tia Eller. Va ser nominada a set premis Tony, incloent-hi el millor revival d'un musical, la millor actriu destacada en un musical i el millor actor destacat en un musical (atorgat a Hensley). El musical també va ser nominat als nou premis Drama Desk, amb Hensley com a actor destacat en un musical i Susan Stroman per coreografia.
Ben Brantley va escriure al The New York Times: "En el seu millor moment, que sol ser quan balla, aquesta resurrecció de l'espectacle epocal de Rodgers i Hammerstein és rosada amb una luxúria adolescent, tant carnal com ingènua, exuberant i confusa". La ressenya afirmava que "el conjunt harmònicament corbat d'Anthony Ward, en el qual el cel sembla estirar-se fins a l'eternitat, torna a pulsar amb la promesa d'una terra a punt de transformar-se". La ressenya del New York Daily News va comentar que "Visualment, aquest és impressionant; de vegades, els conjunts d'Anthony Ward tenen una qualitat pastoral i idíl·lica, com les pintures de Thomas Hart Benton. En altres ocasions, especialment en la brillant paleta del dissenyador d'il·luminació David Hersey, transmeten la penombra." A la ressenya també es va afirmar que el Royal National Theatre "ens el va tornar d'una manera que el fa semblar fresc i vital." Tanmateix, el USA Today va fer a la producció una avaluació tèbia, i el seu crític va escriure que "una brisa freda bufa per aquest bell matí, i que la boira daurada mai és prou brillant". La producció va anar de gira a nivell nacional des del 2003-2005.

### Revival de Broadway 2019
Després d'un taller de 2015 a Bard College i una estada al St. Ann's Warehouse de Brooklyn, una nova posada en escena pels 75 anys d'Oklahoma! es traslladà al Circle in the Square Theatre de Broadway. La producció estava dirigida per Daniel Fish en un estil íntim i immersiu, ambientat en una sala comunitària, amb xile i pa de blat de moro servits al públic durant el descans. La producció va començar les presentacions de previsualització el 19 de març de 2019 i es va estrenar oficialment el 7 d'abril per a una durada limitada fins al 19 de gener de 2020 (amb una gira nacional a continuació). Estava protagonitzada per Rebecca Naomi Jones com Laurey, Damon Daunno com Curly, Ali Stroker com Ado Annie, James Davis com Will Parker, Will Brill com Ali Hakim, Patrick Vaill com Jud i Mary Testa com a tia Eller. La producció compta amb coreografies de John Heginbotham i nous arranjaments musicals de Daniel Kluger, interpretats per una orquestra de set músics. La producció va ser nominada a vuit premis Tony i va guanyar els de millor revival d'un musical i la millor actriu destacada en un musical per a Stroker, convertint-la en la primera usuària de cadira de rodes a guanyar un Tony.

### Altres produccions destacades
Discoveryland
Oklahoma! es presentava cada nit excepte els diumenges de cada estiu a l'amfiteatre Discoveryland, un teatre a l'aire lliure a Sand Springs, Oklahoma, des de 1977 fins a 2011. El 1993, Mary Rodgers (filla de Richard Rodgers) i William Hammerstein (fill d'Oscar Hammerstein II) va designar Discoveryland com la "Casa Nacional d'Oklahoma! de Rodgers i Hammerstein"
Japó 2006
El 2006, Oklahoma! va ser interpretada al Japó per la revista femenina Takarazuka Revue. Aquest revival va estar protagonitzat per Yuu Todoroki, Ai Shirosaki i Hiromu Kiriya.
2009 Festival de Teatre Chichester
L'estiu del 2009, el director britànic John Doyle va dirigir el musical al Chichester Festival Theatre. La producció tenia un concepte fosc i presentava noves orquestracions de Jonathan Tunick. En un escenari buit, decorat només amb llençols blaus, "El confeti de pètals de rosa taca el terra com gotes de sang i una seqüència de ball de somnis de malson té matisos freudians a mesura que el vestit de núvia de Laurey es converteix en la seva mortalla". Va rebre crítiques mixtes. El crític del The Times va escriure: "Es tracta d'una producció molt estilitzada, massa foradada, que no és amiga dels moments íntims ni de la tranquil·litat de les emocions".A The Guardian agradà més, afirmant que "és una delícia, amb una brillant cançó de puntera rere darrera i una brossa de foscor allotjada al seu cor dolç." Whats On Stage, com la majoria de diaris, va donar a l'espectacle tres de cinc estrelles i va escriure que es tracta d'una "visió desconcertant" i que "tot plegat és un espectacle una mica decebedor", però la seva "puntuació mitjana dels lectors" eren quatre estrelles. Una ressenya a The Telegraph comentava: "Doyle utilitza ombres i siluetes per mostrar els aspectes nocturns del musical, però no els exerceix massa. Hi ha prou punts assolellats, ni més ni menys que en la cançó de títol excitant de l'Acte 2. Manté el to amb una textura uniforme ".
Gira del Regne Unit del 2010
El show va recórrer Anglaterra durant nou mesos el 2010 en una nova posada en escena de Julian Woolford, amb Marti Webb com a tia Eller i Mark Evans com a Curly.
2010 Washington, DC Stage Arena
Oklahoma! estrenà a l'octubre de 2010 a l' Arena Stage amb aclamació de la crítica. El director artístic Molly Smith va escollir actrius afroamericanes com Laurey i Tia Eller per reflectir tant la demografia moderna de Washington, DC com la diversa població del territori del 1906 a Oklahoma. La producció va rebre deu nominacions al Premi Helen Hayes del 2011, guanyant com a Resident musical destacat (empatant amb Candide del Shakespeare Theatre) i per coreografia (Parker Esse), actor principal (Nicholas Rodriguez com a Curly) i direcció musical (George Fulginiti-Shakar)). La producció va tornar a Arena Stage per una segona tirada el 2011.
2012, Seattle, Washington, 5th Avenue Theatre
La producció del 5th Avenue Theatre del 2012, dirigida per Peter Rothstein, incloïa ballarins afroamericans i un actor afroamericà com a Jud. L'elecció tenia la intenció, com a la producció de l'Arena Stage, de reflectir la presència històrica dels afroamericans al territori d'Oklahoma, però "té alguns membres de l'audiència retorçant-se als seus seients ... els estereotips més lletjos de la nostra història: un home negre imponent que arrasa una petita dona blanca [i] l'heroi blanc ... exhorta a Jud a penjar-se, i fins i tot pantomima l'acte. Alguns veuen una clara referència al linxament. " El "Dream Ballet" tenia un to sexual sinistre i va acabar amb Jud arrossegant Laurey per ser violada. Un crític va assenyalar la històrica "llicència que es va prendre quan es permet a un masover afroamericà escortar una dona blanca al ball de la caixa ... Potser algunes persones ... es van quedar amb no tant una cançó al cap, sinó una pregunta a i això no és part del que se suposa que fa el teatre? " Un altre va escriure: " Oklahoma de Rothstein ! ara és la història d'un home negre boig i obsessionat pel sexe ... desitjant violentament a la seva amant blanca, que acaba assassinada a mans d'un home blanc, que se'n surt després un simulacre de judici ".
Gira del Regne Unit 2015
Una gira pel Regne Unit va durar del febrer a l'agost del 2015, dirigida per Rachel Kavanaugh i protagonitzada per Ashley Day com a Curly, Charlotte Wakefield com a Laurey, Belinda Lang com a tia Eller i Gary Wilmot com a Ali Hakim.

### Adaptació cinematogràfica de 1955
L'adaptació cinematogràfica del 1955 va tenir com a protagonistes a Gordon MacRae, Shirley Jones (en el seu debut al cinema debut), Rod Steiger, Charlotte Greenwood, Gloria Grahame, Gene Nelson, James Whitmore i Eddie Albert. Va ser l'única pel·lícula musical dirigida per Fred Zinnemann, i coreografia d'Agnes de Mille. Va ser el primer llargmetratge fotografiat en el procés de pantalla panoràmica Todd-AO de 70 mm.
Rodgers i Hammerstein van supervisar personalment la pel·lícula per evitar que l'estudi fes els canvis que aleshores eren típics de les adaptacions musicals d'escena a pel·lícula, com la interpolació de cançons noves d'altres. La pel·lícula va seguir la versió escènica més de prop que qualsevol altra adaptació de Rodgers i Hammerstein, encara que va dividir la primera escena llarga en diverses escenes més curtes, canviant la ubicació de diverses de les cançons. Per exemple, "Kansas City" es representa a l'estació de tren, on la tieta Eller i altres vaquers es troben amb Will Parker just després de tornar de Kansas City. Les lletres de la cançó sobre un stripteaser burlesc es van canviar lleugerament per passar la censura de pel·lícules. En un gest amb el cap a Green Grow the Lilas, que era la base del musical, Jud intenta venjar-se de Curly i Laurey cremant un paller sobre el qual es posen, abans que Curly salti, aterrant sobre Jud i fent que caigui sobre el seu propi ganivet. La pel·lícula només omet "It's a Scandal, It's a Outrage" i "Lonely Room". La pel·lícula va guanyar els premis de l'Acadèmia a la millor banda sonora i al millor so.

## Enregistraments
La majoria de les cançons d'Oklahoma!van ser publicades en un àlbum discogràfic per Decca Records el 1943 que contenia sis discos de doble cara de 10 polzades en format 78 RPM. Va ser el primer àlbum de repartiment dels Estats Units amb el repartiment original de Broadway d'un musical. Es va vendre més d'un milió de còpies, cosa que va provocar que el segell tornés a convocar el repartiment a l'estudi per gravar tres seleccions addicionals que havien quedat fora del primer set. Aquests es van emetre com Oklahoma! Volume Two. El 1949, Decca va tornar a llançar el primer set en LP, però no el segon, que aviat es va convertir en un article de col·leccionista molt rar. Totes les versions posteriors del LP van ser incompletes de la mateixa manera. Finalment, el 2000, Decca Broadway va tornar als mestres de vidre originals per generar una nova transferència d'alta fidelitat del programa complet de cançons i el va llançar en CD, utilitzant les 78 pistes originals del disc.
L'èxit de l'àlbum de repartiment original d'Oklahoma! va ser un precedent per a la producció d'enregistraments de repartiment originals de musicals de Broadway, que es van convertir en una part essencial de la difusió i la resistència d'un musical a la cultura popular. Posteriorment es van gravar enregistraments d'Oklahoma!, incloent l'enregistrament del repartiment de Broadway del 1979, l'enregistrament del repartiment de Londres del 1980, l'enregistrament del repartiment del Royal National Theatre de 1998, l'enregistrament del repartiment de Broadway del 2019 i un àlbum de la banda sonora de la pel·lícula del 1955. També hi ha hagut més de 20 enregistraments del repartiment d'estudi, amb estrelles com Nelson Eddy, John Raitt i Florence Henderson en els papers principals.

## Rebuda
La producció original d'Oklahoma!va ser un èxit de crítica i popular sense precedents. John Anderson, del New York Journal American, va pronunciar el musical "un espectacle bonic i deliciós, fresc i imaginatiu, tan encantador a la vista com la música de Richard Rodgers a l'oïda. Ho té, aproximadament, pràcticament tot". Al New York Herald Tribune, Howard Barnes va escriure: "Les cançons, les danses i una història s'han barrejat triomfalment. ... La partitura de Richard Rodgers és una de les seves millors, i això està dient molt. Oscar Hammerstein 2n ha escrit un llibret fantàstic i una cadena de lletres enganxoses; Agnes de Mille ha fet petits miracles en el disseny de danses originals per adaptar-se a la història i les melodies, mentre que Rouben Mamoulian ha dirigit una companyia excel·lent amb molt de gust i artesania. " Louis Kronenberger, de PM, va opinar que "les lletres del senyor Hammerstein tenen menys nitidesa i enginy que les de Lorenz Hart en el seu millor moment, però les cançons d'Oklahoma!: "Requereixen paraules menys sofisticades i el senyor Hammerstein n'ha trobat de molt simpàtiques".
Al New York Daily News, Burns Mantle va declarar que "Oklahoma! realment és diferent, molt diferent. Amb les cançons que Richard Rodgers ha adaptat a una col·lecció de lletres inusualment atmosfèriques i intel·ligibles d'Oscar Hammerstein 2n, Oklahoma! em sembla la comèdia musical americana més exhaustiva i atractiva des del Show Boat d'Edna Ferber". El crític del New York World-Telegram Burton Rascoe va destacar especialment la revolucionària coreografia, afirmant que "Richard Rodgers ha escrit per a l'espectacle una de les millors partitures musicals que hagi tingut mai cap obra musical. Al costat del senyor Rodgers, però, ha de suportar la sorprenent Agnes de Mille, la coreografia de la qual va ser la perfecció del seu ballet [cos], és en realitat el major èxit de l'espectacle. Les danses "Out of My Dreams" i "All Er Nuthin '" són delícies estètiques tan supremes ... Són fantàstiques, fora d'aquest món." A The New York Sun, Ward Morehouse va comentar que "Oklahoma! és encantador i tranquil. I sintonitzant. I, certament, no d'actualitat, "com havien estat altres espectacles en els primers anys de la Segona Guerra Mundial". Revela el senyor Rodgers, desgastat només pel moment de Larry Hart, en bona forma. I ningú del públic d'ahir a la nit semblava passar-s'ho millor que el mateix senyor Hart, que va aplaudir els procediments des d'un seient de la fila B." El mateix Lorenz Hart "es va obrir pas entre la multitud a la festa posterior a l'espectacle al restaurant Sardi's i va abraçar la seva exparella, somrient d'orella a orella. Va dir a Rodgers que mai havia passat una nit millor al teatre de la seva vida ".
L'única ressenya negativa del musical va aparèixer al New York Post: el crític va escriure que "tot semblava una nimietat massa maca", afirmant que la partitura consistia en "un estol de cançons del senyor Rodgers que són prou agradables, però encara aconsegueix semblar bastant igual ... sense molta varietat en la presentació ". Va concloure que el programa era "molt pintoresc d'una manera estudiada, recordant-nos que la vida a una granja és apta per esdevenir una mica cansativa".

## Antecedents i influència
Segons el dramaturg i escriptor teatral Thomas Hischak, "Oklahoma! no només és el més important dels musicals de Rodgers i Hammerstein, sinó que també és l'obra més influent del teatre musical americà ... És la primera obra musical totalment integrada. i la seva barreja de cançons, personatges, trama i fins i tot dansa serviria de model per als espectacles de Broadway durant dècades". William Zinsser va observar que Oklahoma! va trencar les antigues "convencions de la comèdia musical", amb les cançons "aprofundint en el caràcter" i avançant la trama. L'espectacle "es va convertir en una fita, de manera que els historiadors posteriors que escrivien sobre moments importants del teatre del segle XX començarien a identificar èpoques segons la seva relació amb Oklahoma!" Oklahoma! Va fer de Rodgers i Hammerstein" els més importants contribuents a la forma de l'obra musical. ... Els exemples que van donar en la creació d'obres vitals, sovint riques en pensament social, van proporcionar l'estímul necessari perquè altres escriptors dotats poguessin crear obres musicals pròpies ".
L'historiador del teatre Ethan Mordden assenyala que, tot i que Oklahoma! ha estat anomenat "el primer musical integrat, el primer musical folk nord-americà", Show Boat "va arribar-hi primer en tots dos aspectes." Fins i tot abans, els musicals del Princess Theatre, seguint Gilbert i Sullivan i l'opéra bouffe francesa, van començar la reintegració de la cançó i la història després de dècades de musicals britànics i nord-americans minuciosament traçats, obrint el camí a Show Boat i Oklahoma! demostrant que un musical podria combinar l'entreteniment popular amb la continuïtat entre la seva història i les seves cançons. Aquests espectacles del Princess Theatre, que presentaven escenaris americans moderns, "van construir i polir el motlle a partir del qual van evolucionar gairebé totes les principals comèdies musicals posteriors. ... Els personatges i les situacions eren, dins de les limitacions de la llicència de comèdia musical, creïbles i de l'humor les situacions o la naturalesa dels personatges. Les melodies fluïdes de Kern es van utilitzar per afavorir l'acció o desenvolupar la caracterització". Mordden també assenyala que Oklahoma! es va anomenar el primer gran musical de dansa, però altres musicals abans s'havien centrat en la dansa, entre ells them Gay Divorce i On Your Toes. Conclou: "Però Oklahoma! va ser el primer musical nord-americà amb un so ètnic, paraules i música completament en l'idioma folk. "
La crítica Andrea Most argumenta que el musical reflectia l'herència jueva de l'autor i el compositor i els desitjos dels jueus americans. La majoria afirma que el musical es va escriure en un moment en què els Estats Units presentaven als jueus l'oportunitat d'obtenir un estatus privilegiat assimilant-se a la cultura nord-americana tradicional i passant a ser blancs americans. La majoria afirma que, tot i que poques vegades hi havia personatges jueus identificables en les obres d'aquest període, personatges com Ali i Jud permetien una subtil representació jueva, Ali encarnava un ideal acceptat i amable per als jueus-americans i Jud encarnava el temor dels jueus-americans. convertint-se en una minoria marginada com els negres americans. També creu que l'obra també contenia odes subtils al sionisme.

## Premis i nominacions

### Producció original de Broadway
| Any  | Premi               | Categoria                            | Nominat                                | Resultat  |
| ---- | ------------------- | ------------------------------------ | -------------------------------------- | --------- |
| 1944 | Premi Pulitzer      | Premis i citacions especials         | Richard Rodgers i Oscar Hammerstein II | Guanyador |
| 1947 | Premi Theatre World | Premi Theatre World                  | Dorothea Macfarland                    | Guanyador |
| 1993 | Premi Tony          | Premi Tony Especial (50è aniversari) | Premi Tony Especial (50è aniversari)   | Guanyador |

### Revival de Broadway de 1979
| Any  | Premi               | Categoria                                       | Nominat           | Resultat  |
| ---- | ------------------- | ----------------------------------------------- | ----------------- | --------- |
| 1980 | Premi Tony          | Millor actriu protagonista de musical           | Christine Andreas | Nominat   |
| 1980 | Premi Tony          | Millor actor de repartiment de musical          | Harry Groener     | Nominat   |
| 1980 | Premi Drama Desk    | Actor de repartiment més destacat en un musical | Martin Vidnovic   | Nominat   |
| 1980 | Premi Drama Desk    | Actor de repartiment més destacat en un musical | Harry Groener     | Nominat   |
| 1980 | Premi Theatre World | Premi Theatre World                             | Harry Groener     | Guanyador |

### Revival del West End 1980
| Any  | Premi                  | Categoria                | Nominat       | Resultat |
| ---- | ---------------------- | ------------------------ | ------------- | -------- |
| 1980 | Premi Laurence Olivier | Millor Actor de Musical  | John Diedrich | Nominat  |
| 1980 | Premi Laurence Olivier | Actuació Més Prometedora | Alfred Molina | Nominat  |

### Revival del West End 1998
| Any  | Premi                         | Categoria                                             | Nominat                | Resultat  |
| ---- | ----------------------------- | ----------------------------------------------------- | ---------------------- | --------- |
| 1998 | Premi Critics' Circle Theatre | Millor musical                                        | Millor musical         | Guanyador |
| 1999 | Premi Laurence Olivier        | Millor Revival Musical                                | Millor Revival Musical | Guanyador |
| 1999 | Premi Laurence Olivier        | Millor Actor de Musical                               | Hugh Jackman           | Nominat   |
| 1999 | Premi Laurence Olivier        | Millor Actriu de Musical                              | Josefina Gabrielle     | Nominat   |
| 1999 | Premi Laurence Olivier        | Millor Actuació en un Paper de Repartiment de Musical | Shuler Hensley         | Guanyador |
| 1999 | Premi Laurence Olivier        | Millor Director                                       | Trevor Nunn            | Nominat   |
| 1999 | Premi Laurence Olivier        | Millor Coreògraf teatral                              | Susan Stroman          | Guanyador |
| 1999 | Premi Laurence Olivier        | Millor Escenografia                                   | Anthony Ward           | Guanyador |
| 1999 | Premi Laurence Olivier        | Millor Il·luminació                                   | David Hersey           | Nominat   |

### Revival de Broadway 2002
| Any  | Premi               | Categoria                                      | Nominat                         | Resultat  |
| ---- | ------------------- | ---------------------------------------------- | ------------------------------- | --------- |
| 2002 | Premi Tony          | Millor revival de musical                      | Millor revival de musical       | Nominat   |
| 2002 | Premi Tony          | Millor actor protagonista de musical           | Patrick Wilson                  | Nominat   |
| 2002 | Premi Tony          | Millor actor de repartiment de musical         | Shuler Hensley                  | Guanyador |
| 2002 | Premi Tony          | Millor actriu de repartiment de musical        | Andrea Martin                   | Nominat   |
| 2002 | Premi Tony          | Millor direcció de musical                     | Trevor Nunn                     | Nominat   |
| 2002 | Premi Tony          | Millor coreografia                             | Susan Stroman                   | Nominat   |
| 2002 | Premi Tony          | Millor il·luminació                            | David Hersey                    | Nominat   |
| 2002 | Premi Drama Desk    | Revival de musical més destacat                | Revival de musical més destacat | Nominat   |
| 2002 | Premi Drama Desk    | Actor de musical més destacat                  | Patrick Wilson                  | Nominat   |
| 2002 | Premi Drama Desk    | Actor de repartiment de musical més destacat   | Shuler Hensley                  | Guanyador |
| 2002 | Premi Drama Desk    | Actor de repartiment de musical més destacat   | Justin Bohon                    | Nominat   |
| 2002 | Premi Drama Desk    | Actriu de repartiment de musical més destacada | Andrea Martin                   | Nominat   |
| 2002 | Premi Drama Desk    | Director de musical més destacat               | Trevor Nunn                     | Nominat   |
| 2002 | Premi Drama Desk    | Coreografia més destacada                      | Susan Stroman                   | Guanyador |
| 2002 | Premi Drama Desk    | Escenografia més destacada                     | Anthony Ward                    | Nominat   |
| 2002 | Premi Drama Desk    | Il·luminació més destacada                     | David Hersey                    | Nominat   |
| 2002 | Premi Theatre World | Premi Theatre World                            | Justin Bohon                    | Guanyador |

### Revival de Broadway 2019
| Any  | Premi                      | Categoria                                      | Nominat | Resultat  |
| ---- | -------------------------- | ---------------------------------------------- | --- | --------- |
| 2019 | Premi Tony                 | Millor revival de musical                      | Millor revival de musical | Guanyador |
| 2019 | Premi Tony                 | Millor actor protagonista de musical           | Damon Daunno | Nominat   |
| 2019 | Premi Tony                 | Millor actriu de repartiment de musical        | Ali Stroker | Guanyador |
| 2019 | Premi Tony                 | Millor actriu de repartiment de musical        | Mary Testa | Nominat   |
| 2019 | Premi Tony                 | Millor direcció de musical                     | Daniel Fish | Nominat   |
| 2019 | Premi Tony                 | Millor escenografia                            | Laura Jellinek | Nominat   |
| 2019 | Premi Tony                 | Millor so                                      | Drew Levy | Nominat   |
| 2019 | Premi Tony                 | Millors orquestracions                         | Daniel Kluger | Nominat   |
| 2019 | Premi Drama Desk           | Revival de musical més destacat                | Revival de musical més destacat | Nominat   |
| 2019 | Premi Drama Desk           | Actor de musical més destacat                  | Damon Daunno | Nominat   |
| 2019 | Premi Drama Desk           | Actriu de musical més destacada                | Rebecca Naomi Jones | Nominat   |
| 2019 | Premi Drama Desk           | Actor de repartiment de musical més destacat   | Patrick Vaill | Nominat   |
| 2019 | Premi Drama Desk           | Actriu de repartiment de musical més destacada | Ali Stroker | Guanyador |
| 2019 | Premi Drama Desk           | Actriu de repartiment de musical més destacada | Mary Testa | Nominat   |
| 2019 | Premi Drama Desk           | Director de musical més destacat               | Daniel Fish | Nominat   |
| 2019 | Premi Drama Desk           | Escenografia més destacada                     | Laura Jellinek | Nominat   |
| 2019 | Premi Drama Desk           | Il·luminació més destacada                     | Scott Zielinski | Nominat   |
| 2019 | Premi Drama Desk           | So més destacat                                | Drew Levy | Nominat   |
| 2019 | Premi Drama Desk           | Orquestracions més destacades                  | Daniel Kluger | Guanyador |
| 2019 | Premi Drama Desk           | Projeccions més destacades                     | Joshua Thorson | Nominat   |
| 2019 | Premi Drama League         | Revival de musical més destacat                | Revival de musical més destacat | Nominat   |
| 2019 | Premi Drama League         | Actuació distingida                            | Ali Stroker | Nominat   |
| 2019 | Premi Outer Critics Circle | Revival de musical més destacat                | Revival de musical més destacat | Nominat   |
| 2019 | Premi Outer Critics Circle | Actor de musical més destacat                  | Damon Daunno | Nominat   |
| 2019 | Premi Outer Critics Circle | Actriu de repartiment de musical més destacada | Ali Stroker | Nominat   |
| 2019 | Premi Outer Critics Circle | Director de musical més destacat               | Daniel Fish | Nominat   |
| 2019 | Premi Outer Critics Circle | Orquestracions més destacades                  | Daniel Kluger | Guanyador |
| 2019 | Premi Outer Critics Circle | So més destacat                                | Drew Levy | Nominat   |
| 2020 | Premi Grammy               | Millor àlbum de teatre musical                 | Damon Daunno, Rebecca Naomi Jones, Ali Stroker, Mary Testa & Patrick Vaill (solistes principals); Daniel Kluger & Dean Sharenow (productors); Richard Rodgers (compositor); Oscar Hammerstein II (lletrista) | Nominat   |

## A la cultura popular
Oklahoma! ha estat citada o parodiada amb freqüència en pel·lícules, televisió i altres mitjans. La llista següent inclou algunes de les referències més notables.
Cinema
- Les cançons Oh What a Beautiful Mornin' i Oklahoma! van ser satiritzades a la pel·lícula d'animació South Park: Bigger, Longer & Uncut. Una de les paròdies és la cançó Uncle Fucka, que parodia l'O-K-L-A-H-O-M-A, delletrejada, de la cançó principal del musical.[93][94] Una parodia similar se sent al musical Curtains, sobre la cançó principal de l'Oklahoma! -com el musical que es fa dins de l'espectacle.
- A la pel·lícula When Harry Met Sally..., Harry i Sally canten una versió karaoke de "Surrey With the Fringe on Top".[95]
- A la pel·lícula Twister, Beltzer se sent cantant la cançó "Oklahoma!" quan se'l presenta.
- A la pel·lícula Dave, president per un dia, el personatge principal canta la cançó "Oklahoma!"
- A la pel·lícula I Can Only Imagine, Bart Millard interpreta "Oklahoma!" a la seva funció escolar. Mentrestant, en un restaurant, el seu pare es desploma i va ser enviat a un hospital.
- La pel·lícula del 2020 I'm Thinking of Ending Things conté diverses referències a Oklahoma. i una interpretació de la cançó "Lonely Room".[96]

Televisió
- En l'episodi del The Simpsons "Milhouse of Sand i Fog", el personatge Milhouse s'imagina a si mateix i a Bart cantant "The Farmer i the Cowman". Un altre episodi, "I'm Just a Girl Who Can't Say D'oh", comença amb Llewellyn Sinclair dirigint una producció d'Oklahoma! amb Marge com a Ado Annie. Llewellyn se sent frustrat cada vegada que Marge li diu que no, ja que Ado Annie "no pot dir que no".[97]
- Sesame Street va comptar amb Kermit the Frog com a director fent la pel·lícula "Oklahoma" i Forgetful Jones cantant la cançó principal de "Oklahoma!" però oblidant com comença, provant "Aaaaaa-klahoma", "Eeeeee-klahoma" i "Iiiiii-klahoma". A més, Ray Charles va interpretar "Oh, What a Beautiful Mornin '" a Sesame Street el 1977 i Oscar the grouch, va cantar-se unes quantes vegades per si mateix: "Oh, quin matí vell podrit / Oh quin vell dia podrit".
- En l'episodi 317 de The Muppet Show, Fozzie Bear, vestit de vaquer, comença a cantar "Oklahoma", però els Muppets grans vestits de guerrers samurais converteixen el número en una paròdia anomenada "Yokohama".
- Tiny Toon Adventures va fer una parodia del musical anomenat "Ducklahoma", que presentava molt encluses.
- En un episodi de 3rd Rock from the Sun (Frozen Dick), Dick canta una interpretació de "Oklahoma!" en un sopar, provocant que els clients del comensal cantessin amb ell.
- A l'episodi de Fawlty Towers " Gourmet Night ", Polly serenata els convidats amb una interpretació de "I Cain't Say No".
- A l'episodi 9 de Band of Brothers, "Why We Fight" (2001), el capità Nixon esmenta que Oklahoma! encara era a Broadway, provocant que els soldats comencin a cantar.
- En un episodi de Friends, "The One Where Emma Cries", Chandler accepta accidentalment una feina a Tulsa, Oklahoma, i la seva dona Monica, diu que no vol mudar-se a Oklahoma ni veure el musical Oklahoma!. Chandler respon enumerant les cançons del musical i Monica li pregunta si li està dient que va aconseguir feina a Oklahoma o que és gai.
- La sèrie Watchmen, ambientada a Tulsa, fa referència freqüentment al musical a través de la partitura, noms de personatges, lletres i fins i tot integra la seva música, temes i punts argumentals per "avançar en la narració de contes" a la sèrie de televisió; Fins i tot Watchmen ha incorporat una interpretació completament escenificada de la cançó "Oklahoma!".[98]

D'altres
- A mitjans de la dècada de 1940, el còmic radiofònic Fred Allen va escriure i interpretar lletres paròdiques amb la melodia de "Surrey With the Fringe on Top": "Union Suit with the Hinge on the Back". La paròdia es va repetir en els programes posteriors.
- La cançó titular es va convertir en la cançó oficial de l'estat d'Oklahoma el 1953. (Oklahoma es va convertir en un estat el 16 de novembre de 1907.)
- A la novel·la de Truman Capote Breakfast at Tiffany's, Holly Golightly canta música d'Oklahoma! mentre s'acompanyava amb la seva guitarra.